# 白话文学史
《白话文学史》（上卷）是胡适根据他在北洋政府教育部国语讲习所讲授国语文学史的讲稿改编的一部著作。1928年由新月书店出版。该书是一部未完稿，只有上卷。全书分两编16章。1950年代后曾在中国大陆被批判，但近年其草创之功又受到肯定。岳麓书社1986年据原书影印发行。
胡適在該書的〈序〉指白話有三個意思：「一是戲台上說白的『白』，就是說得出，聽得懂的話；二是清白的『白』，就是不加粉飾的話；三是明白的『白』，就是明白曉暢的話。依這三個標準，我認定《史記》、《漢書》裡有許多白話，古樂府歌辭大部份是白話的，佛書譯本的文字也是當時的白話或很近於白話，唐人的詩歌——尤其是樂府絕句——也有很多的白話作品。這樣寬大的範圍之下，還有不及格而被排斥的，那真是僵死的文學了。」為了擴大白話文的影響性，他們都到「國故」尋覓白話的證據，藉由重新詮釋文言與白話的發展史，企圖深化白話文的合理性，證明白話文早有源遠流長的發展史，不是只流傳於時下販夫走卒之間的口語文學，只是長久以來被士大夫階層所忽視罷了。
第一编“唐以前”共10章。它们分别论述了古文的衰亡、白话文学的背景、汉朝的民歌、汉朝的散文、汉末魏晋的文学、故事诗的起源、南北新民族的文学、唐以前三百年中的文学趋势、佛教翻译文学等方面的问题。作者自汉代文学谈起。讨论了唐以前白话文学发展演进的轨迹，强调了民间文学特别是汉魏六朝乐府民歌在中国古代文学史上的重要地位及影响。作者认为“一切新文学的来源都在民间”，以民间文学为主体的白话文学才是活的富有生气的文学，代表着古代文学中的主要趋势。
第二编“唐朝(上)”，包括“唐初的白话诗”、“八世纪的乐府新词”、“歌唱自然的诗人”、“杜甫”、“大历长庆间的诗人”、“元稹白居易”等6章。作者认为唐代文学的主要成就表现在它高度发达的诗歌上，而唐代诗歌之所以空前繁荣，就文学本身来看，则是唐代诗人学习、模仿乐府民歌的结果。作者认为唐代著名诗人如“初唐四杰”、“高岑”、“李杜”、“元白”等无一不善于向民歌学习，从民歌中汲取丰富的养料，他们的创作因而也大多富于民歌精神。
该书名为《白话文学史》，但实际上是一部自汉初到唐代中期的中国文学史。作者对除汉赋、骈文等文体以外的这一时期的重要文学现象、重要作家、作品作出自己的评述。特别是对具有平民文学倾向的左思、鲍照、陶渊明等大加赞赏，指出了他们对后代文学产生的巨大影响。另外，作者对佛教翻译文学的介绍、评述，对王梵志、寒山子、拾得等白话诗人生平的考证，对他们的诗歌的评价，在文学史特别是俗文学研究上都具有开创意义。其他内容还有对白话诗四种来源的讨论，对李白杜甫的比较研究、对卢仝、张籍的重新评价等。